# Partners Three
Partners Three é um filme mudo do gênero faroeste produzido nos Estados Unidos e lançado em 1919.